# پوتلر
پوتلر (روسی: Путлер)، که به ولادولف پوتلر (روسی: Владольф Путлер)نیز شناخته می‌شود، یک نوواژه خوارشمار (تحقیرآمیز) است که از آمیختن نام‌های ولادیمیر پوتین و آدولف هیتلر شکل گرفته‌است. این واژه بیشتر در شعار "Putler Kaput!" (آلمانی: Putler Kaputt! ; روسی: Путлер Капут!) و توسط افراد مخالف پوتین استفاده می‌شود و بار منفی دارد.

## منشأ واژه
به گفته بوریس شاریفولین زبان‌شناس روسی، کلمه "Putler" در روسیه ساخته شده‌است. به گفته تاریخ‌نویس فرانسوی مارلن لاروئل، این واژه توسط مطبوعات اوکراینی ساخته شده‌است.

## بهره‌برداری از کلمه
واژه «پوتلر» در میان مخالفان روسیه و اوکراین باب شد. بهره از شعار آلمانی Putler Kaputt توسط روس‌ها نشان‌دهنده دگرگونی زبان به عنوان یک زمین خاص بازی است، بنابراین این اثر را ایجاد می‌کند که این کلمات توسط یک بیننده خارجی استفاده می‌شود، در حالی که هنوز از واژگان قابل درک برای روس‌ها استفاده می‌شود.

### جنبش‌های اعتراضی درون روسیه
این شعار در سال ۲۰۰۹ باب شد و مشکل‌های حقوقی در روسیه را به وجود آورد. یکی از شرکت کنندگان در تجمعی که توسط حزب کمونیست فدراسیون روسیه در ۳۱ ژانویه ۲۰۰۹ در ولادی وستوک سازماندهی شده بود، تابلویی با نوشته "Putler kaput!" استفاده کرد که به عوارض گمرکی جدید برای واردات خودروهای فرسوده اعتراض می‌کرد. دادستانی روسیه ولادی وستوک در مورد این پلاکارد به کمیته منطقه ای حزب هشدار داد. کمیته منطقه با انتشار متن زیر در تارنمای خود واکنش نشان داد:
نویسنده این شعار فردی خاص به نام پوتلر را در نظر داشت که با افزایش عوارض خودروهای خارجی در پیوند بوده: این فرد به همین دلیل شغل خود را از دست داد و از این رو درآمدی که با آن خانواده پرجمعیت خود را تأمین می‌کرد نیز از دست رفت. او، مانند هزاران نفر دیگر از ساکنان منطقه، قصد دارد پریموریه را ، که زندگی و کار در آن غیرممکن است، ترک کند.
در آوریل ۲۰۰۹، این شعار رسماً ممنوع شد. طبق گفته آزمایشگاه تخصص پزشکی قانونی پریمورسکی وزارت دادگستری فدراسیون روسیه، این شعار دارای «ارزیابی احساسی واضحی از شخصیت یا فعالیت‌های پوتین به عنوان نماینده قدرت دولتی است و ماهیت توهین آمیز دارد.»
شعار "Putler Kaput" همچنین در اعتراضات در تجمعات مخالفان در مسکو در ارتباط با انتخابات دومای ایالتی ۴ دسامبر ۲۰۱۱ و انتخابات ریاست جمهوری ۲۰۱۲ استفاده شد.

### پس از سال ۲۰۱۴

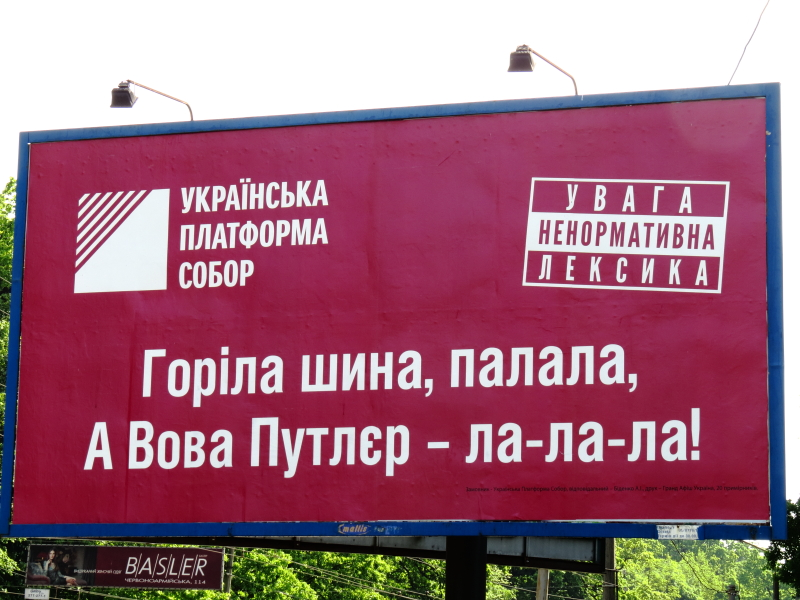
تابلوی انتخاباتی ۲۰۱۴ سکوی حزب سیاسی اوکراین "Sobor" در کیف. نوشته: "لاستیک آتش گرفته بود و Vova Putler la-la-la ".

محبوبیت این نوواژه توهین‌آمیز در سال ۲۰۱۴ افزایش یافت. پس از الحاق کریمه به روسیه که برخی از سیاستمداران و روزنامه‌نگاران آن را با آنشلوس اتریش در سال ۱۹۳۸ مقایسه کردند که پس از آن آلمان نازی جنگ جهانی دوم را آغاز کرده بود، این واژه نامزد مسابقه «واژه سال ۲۰۱۴» شد. واشینگتن پست به تعدادی از این اظهارات استناد کرد و عکس‌هایی از معترضان اوکراینی منتشر کرد که پوسترهایی با نوشته‌های «پوتلر – دست از سر اوکراین بردارید» و «پوتلر کاپوت» و نقاشی‌های کاریکاتوری که ویژگی‌های قابل تشخیص چهره ولادیمیر پوتین و آدولف هیتلر را به هم متصل می‌کند در دست داشتند.
ارجاع به «پوتلر» یکی از شعارهای رایج در تظاهرات بین‌المللی علیه اقدام به حمله روسیه به اوکراین در سال ۲۰۲۲ بوده‌است